# Thamnophilus multistriatus
Thamnophilus multistriatus е вид птица от семейство Thamnophilidae.

## Разпространение
Видът е разпространен във Венецуела и Колумбия.